# Calixto García Martínez
 (décembre 2013).
Si vous disposez d'ouvrages ou d'articles de référence ou si vous connaissez des sites web de qualité traitant du thème abordé ici, merci de compléter l'article en donnant les références utiles à sa vérifiabilité et en les liant à la section « Notes et références ».
Calixto García Martínez, né le 27 décembre 1928 à Los Arabos dans la Province de Matanzas et mort le 1er septembre 2010 à La Havane, était un révolutionnaire opposé au régime de Fulgencio Batista. Il était membre du Mouvement du 26 juillet et participe à l'expédition du Granma.

## Biographie
Il est né à Los Arabos dans la Province de Matanzas. Calixto est élevé par son parrain.
Son premier contact avec les révolutionnaires est avec Ñico López. Très vite il rejoint celui-ci et travaille dans sa section. C'est à cette époque qu'il rencontre aussi Raúl Castro avec qui il liera une profonde amitié.
Le 26 juillet 1953 avec Ñico López et une vingtaine d'autres révolutionnaires, il attaque la caserne de Bayamo. Puis, il aide les autres rebelles lors de l'attaque de la Caserne de Moncada. Mais, après cette bataille, il est recherché par la police et retourne se cacher dans son village natal. Voulant quitter son pays il demande l'asile à l'Uruguay qui lui refuse. Finalement c'est au Costa Rica qui s'exile. Là-bas, il rencontre Che Guevara. Ensuite, il déménage au Mexique. Dans ce pays il participe aux préparatifs de l'expédition du Granma. Lors du débarquement, les rebelles sont attaqués et Calixto arrive à s'échapper et à rejoindre le maquis avec les survivants. Il participe à de nombreuses attaques contre le gouvernement. En 1958 il est promu au grade de commandant de l'armée rebelle. En 1959, il entre en triomphe à La Havane au côté de Fidel Castro.
En 1965, il est élu membre du premier comité central du Parti communiste de Cuba. Pour son implication dans la révolution, Calixto a reçu de nombreux prix.
Il est enterré au Cimetière Christophe Colomb.